# Ezra Pound
Ezra Weston Loomis Pound, född 30 oktober 1885 i Hailey i Idaho, död 1 november 1972 i Venedig i Italien, var en amerikansk diktare och litteraturkritiker, under det mesta av sitt liv bosatt i Europa. Han är en förgrundsfigur för modern poesi, både genom egna alster och stöd till samtida engelska författare, men hans författarskap blev kontroversiellt på grund av hans propagerande för den italienska fascismen.

## Biografi
Pound var enda barnet till Homer Loomis Pound (1858–1942) och Isabel Weston (1860–1948), som bägge hade engelska rötter. Han var sonson till kongressledamoten Thaddeus Coleman Pound[källa behövs]. Mellan 1900 och 1905 läste han litteraturvetenskap och romanska språk vid University of Pennsylvania och Hamilton College i delstaten New York. Under denna tid blev han vän med William Carlos Williams och Hilda Doolittle[källa behövs].
Efter att ha avskedats från anställningen som föreläsare i Indiana reste Pound i Europa år 1908 och hamnade i London, där han kom att ta aktiv del i den litterära kretsen kring T.E. Hulme[källa behövs]. Vid denna tid väcktes även hans livslånga intresse för kinesisk och japansk poesi. 
Som korrespondent och redaktör för litterära tidskrifter uppmärksammade han andra modernistiska författare som T.S. Eliot och James Joyce, samt myntade begreppet imagism för Doolittles och sin egen avantgarde-inspirerade poesi. Han blev även vän med W.B. Yeats, som han bodde ihop med mellan 1913 och 1916 och påverkade i en mindre romantisk och mer direkt poetisk riktning.
Efter att Amy Lowell, i hans mening, tagit över imagismen inledde Pound ett samarbete med konstnären Wyndham Lewis och grundade den nya rörelsen vorticism. Tillsammans publicerade de tidskriften BLAST kort innan första världskrigets utbrott. Pound blev år 1917 Londonredaktör för The Little Review där han regelbundet fick Eliot, Joyce och Lewis publicerade, och de närmaste åren skrev han några av sina främsta verk, som dikterna “Homage to Sextus Propertius” (1919), “Hugh Selwyn Mauberley” (1920) och början på eposet Cantos, samt essäer om Henry James bland andra. Tiotalet har beskrivits som "Pounds era" av Lars Forssell.
År 1920 flyttade Pound till Paris, och 1924 vidare till Rapallo. I Italien engagerade hans sig i fascistisk politik samt träffade diktatorn Mussolini, och när han 1939 besökte USA förespråkade han starkt den ideologin. Under andra världskriget propagerade han för fascismen i radio, där han ofta uttryckte sig antiamerikanskt och antisemitiskt. Han arresterades för förräderi efter krigets slut, men befanns oförmögen att åtalas och spärrades istället in på mentalsjukhus i Washington DC i tolv år. Under fångenskapen tilldelades han Bollingenpriset för "Pisan Cantos", en del av hans magnum opus som hans skrev under samma tid och som delvis försvarade hans handlande under kriget, vilket orsakade en litterär principdebatt.

År 1958 frisläpptes Pound från hospitaliseringen och återvände till Italien, där han bosatte sig i Venedig och levde i avskildhet. Han avled 1972. Han ligger begraven på Venedigs Cimitero di San Michele[källa behövs].

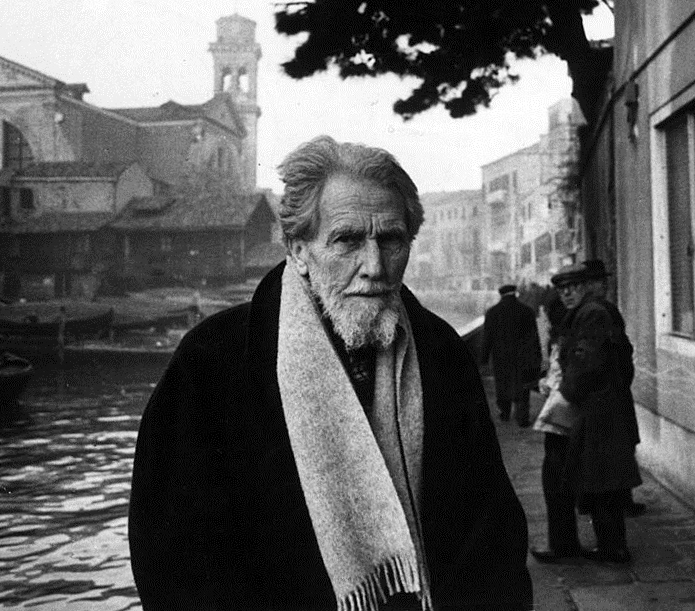
Ezra Pound på Fondamenta Nani i Venedig 1963.

## Författarskap

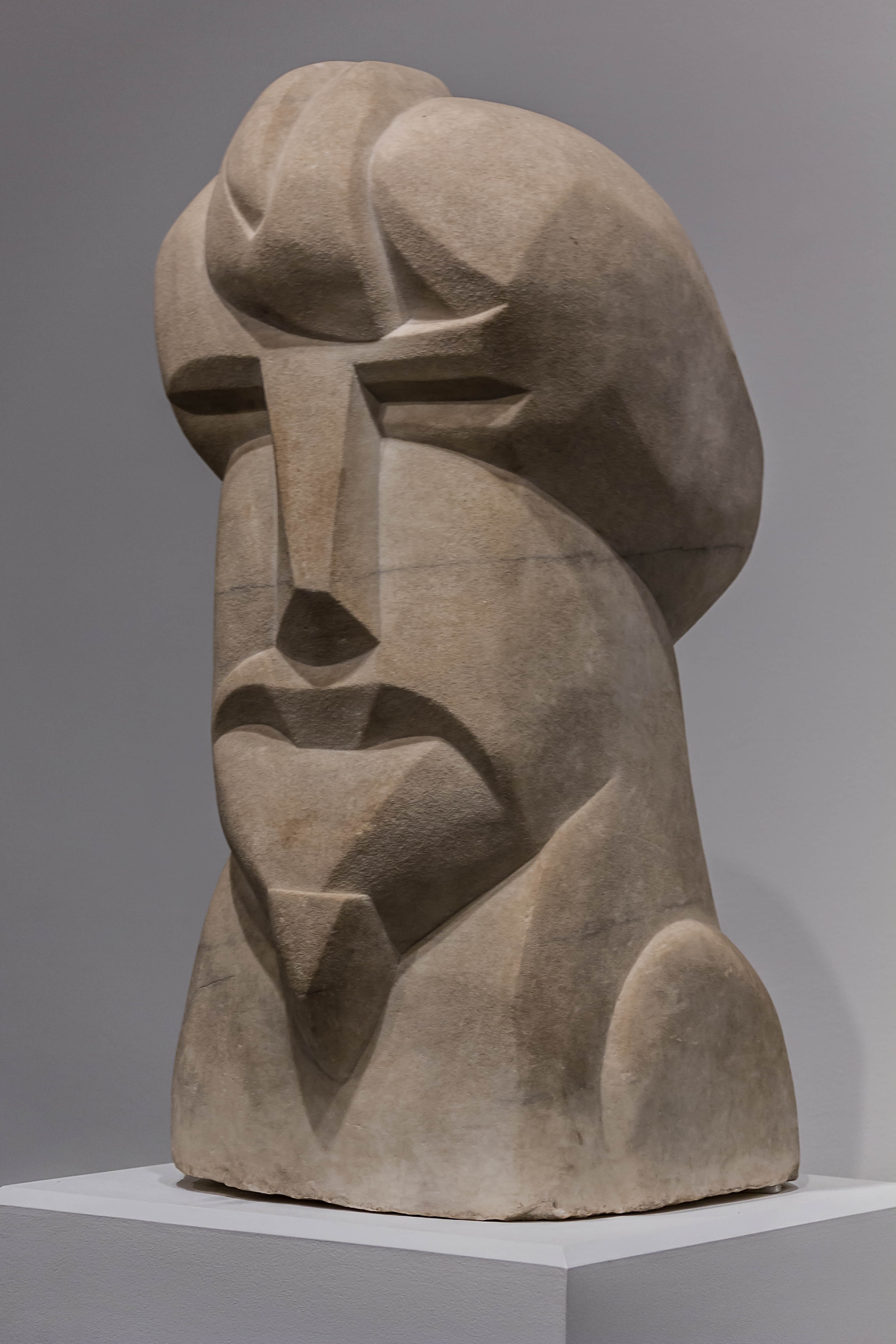
Pounds huvud skulpterat av vännen Henri Gaudier-Brzeska, 1914

Pound menade att poesi skulle påminna om vanligt tal i rytm och ordval, och förespråkade fri vers över bundna versmått. Samtidigt tog han stark inspiration från litteraturhistorien, och påverkades av bland annat Homeros, de occitanska trubadurerna, den kinesiska traditionen och Robert Browning.
Hans storverk skulle bli det ofullbordade Cantos, som han arbetade på ända från 1920-talet, men inte hann fullborda före sin död 1972. Pound försökte med Cantos skriva ett epos av Dantes mått som skulle innehålla 100 sånger.
Pound var även verksam som tonsättare. Han skrev i en mycket egen stil bland annat operor, sånger och kammarmusik, och använde synnerligen ovanliga taktarter som exempelvis 25/32.